# Buka (miasto)
Buka – miasto w Papui-Nowej Gwinei; na wyspie Buka. Według danych szacunkowych na rok 2013 liczy 9116 mieszkańców. Stolica prowincji Bougainville.
W mieście znajduje się rzymskokatolicka katedra Wniebowzięcia NMP.